# Erwin Teufel

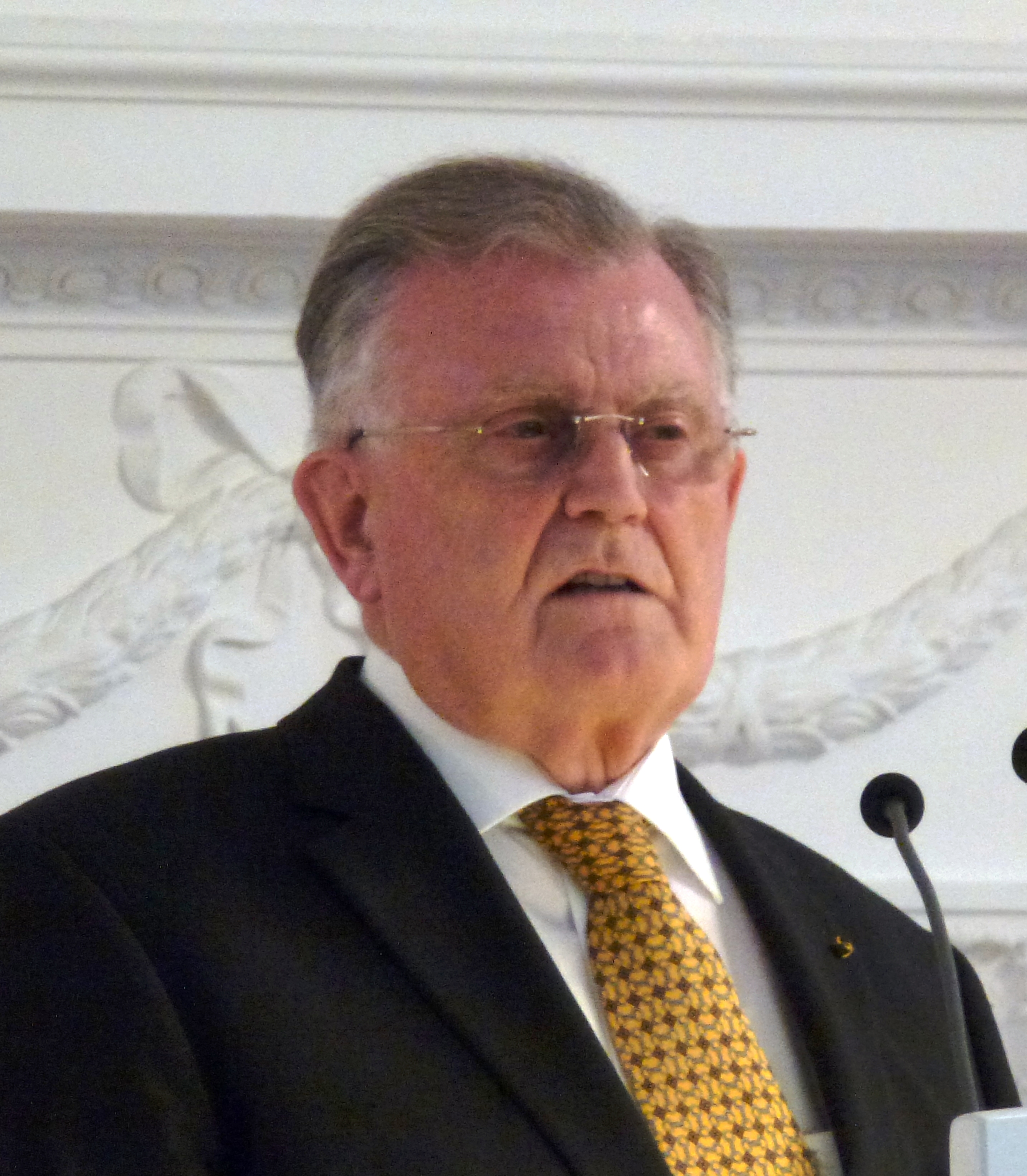
Erwin Teufel (2011)

Erwin Teufel (* 4. September 1939 in Rottweil) ist ein deutscher Politiker (CDU). Er war von 1991 bis 2005 Ministerpräsident des Landes Baden-Württemberg und Vorsitzender des CDU-Landesverbandes.

## Leben
Teufel wuchs als Sohn eines Landwirts in Zimmern ob Rottweil auf und besuchte das Albertus-Magnus-Gymnasium in Rottweil. Er verließ die Schule mit der Mittleren Reife. Danach absolvierte er eine Ausbildung für den gehobenen Verwaltungsdienst, die er 1961 mit der Staatsprüfung als Verwaltungswirt beendete. Mit der Umwandlung der Verwaltungsfachschule Haigerloch im Jahre 1971 in eine Verwaltungs-Fachhochschule wurde den Absolventen nachträglich der akademische Grad Diplom-Verwaltungswirt (FH) verliehen. Im Oktober 2005 begann Teufel ein Philosophiestudium an der kirchlichen Hochschule für Philosophie München, das er 2008 aufgab, als er in den Deutschen Ethikrat berufen wurde.

### Politischer Werdegang und öffentliche Ämter

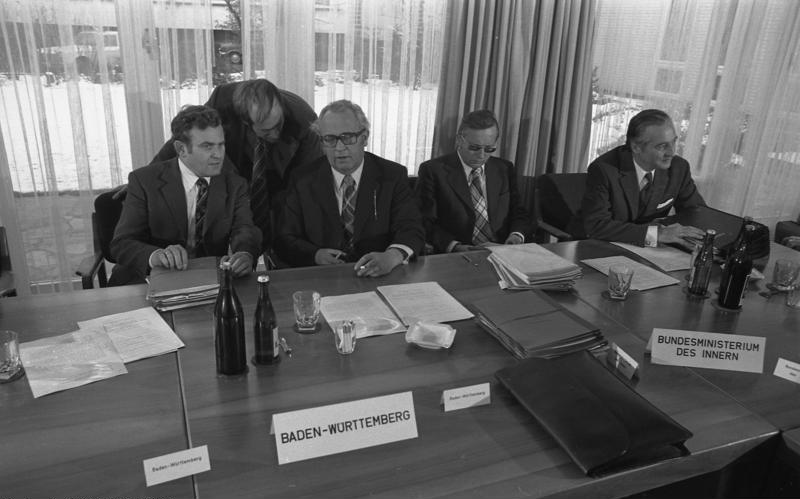
Innenministerkonferenz 1973. Ganz links Erwin Teufel, damals baden-württembergischer Innenstaatssekretär

Teufel war Gründungsmitglied der Jungen Union in seinem Heimatkreis Rottweil und von 1964 bis 1965 ihr Kreisvorsitzender. Von 1973 bis 1991 war er Vorsitzender des CDU-Bezirksverbandes Südbaden und von 1991 bis 2005 Landesvorsitzender der CDU in Baden-Württemberg. Von 1992 bis 1998 war er außerdem stellvertretender Bundesvorsitzender der CDU. Teufel war von 1972 bis 2006 Mitglied des Landtages von Baden-Württemberg. Hier war er von 1978 bis 1991 Vorsitzender der CDU-Landtagsfraktion. Teufel zog stets als direkt gewählter Abgeordneter des Wahlkreises Villingen-Schwenningen (bis 1976 Wahlkreis Villingen) in den Landtag ein.
Von 1964 bis 1972 war Teufel Bürgermeister von Spaichingen. Zum Zeitpunkt seiner Wahl war er erst 25 Jahre alt und damit der damals jüngste deutsche Bürgermeister. Nachfolger im Amt des Spaichinger Bürgermeisters wurde sein Bruder Albert Teufel. Von 1972 bis 1974 gehörte er dann als politischer Staatssekretär im Innenministerium und von 1974 bis 1978 als Staatssekretär für Umweltschutz der von Hans Filbinger geleiteten Landesregierung des Landes Baden-Württemberg an. Nach dem Rücktritt von Lothar Späth wurde Teufel am 22. Januar 1991 zum Ministerpräsidenten von Baden-Württemberg gewählt.
Nachdem die CDU bei der Landtagswahl 1992 erhebliche Einbußen und den Verlust der absoluten Mehrheit hatte hinnehmen müssen, kam es unter seiner Führung zur Bildung einer Großen Koalition mit der SPD. Nach der Landtagswahl 1996 konnte die CDU schließlich eine Koalition mit der FDP eingehen, die auch bei der Wahl 2001 bestätigt wurde. Vom 1. November 1996 bis zum 31. Oktober 1997 war Teufel turnusgemäß Präsident des deutschen Bundesrates. Von 1995 bis 1998 war er zudem Bevollmächtigter der Bundesrepublik Deutschland für kulturelle Angelegenheiten im Rahmen des Vertrags über die deutsch-französische Zusammenarbeit.
1994 wurde Teufel erstmals zum Mitglied im Ausschuss der Regionen Europas der EU berufen. Im Europäischen Konvent, einberufen vom Europäischen Rat, vertrat er von Februar 2002 bis Juli 2003 die deutschen Länder.
Nach längeren innerparteilichen Querelen kündigte Teufel am 25. Oktober 2004 an, dass er zum 19. April 2005 als Ministerpräsident von Baden-Württemberg und Landesvorsitzender der Südwest-CDU zurücktreten werde. Die von ihm favorisierte Nachfolgerin Annette Schavan konnte sich parteiintern nicht durchsetzen. Zum neuen Ministerpräsidenten wurde daher am 21. April 2005 der bisherige CDU-Fraktionsvorsitzende Günther Oettinger gewählt, der am 29. April 2005 auch das Amt des CDU-Landesvorsitzenden von Teufel übernahm.

### Politisches Wirken
Während Teufels Amtszeit kam es zu den Fusionen sowohl der zuvor regionalen Energieversorger zur EnBW als auch der beiden öffentlich-rechtlichen Sendeanstalten Süddeutschen Rundfunk und Südwestfunk zum Südwestrundfunk. Beide Fusionen hatte Teufels Vorgänger Späth noch nicht durchsetzen können. Des Weiteren setzte sich Teufel nachdrücklich für die Bildung einer schlagkräftigen baden-württembergischen Landesbank (LBBW) ein. Er forcierte den Bau der neuen Messe Stuttgart. Teufels letztes großes Projekt, eine umfassende Verwaltungsreform, wurde 2004 durchgesetzt. Kernpunkte dieser Reform war die Eingliederung von Landesfachbehörden (z. B. Gewerbeaufsichtsämter und Forstämter) in untere Gebietskörperschaften wie Stadt- und Landkreise sowie in die Mittelbehörden (Regierungspräsidien).

### Gesellschaftliches Engagement
Erwin Teufel war 2008 bis 2012 Mitglied im Deutschen Ethikrat. Außerdem ist er Kuratoriumsmitglied des Vereins ProChrist, der Eugen-Biser-Stiftung München und des Dokumentations- und Kulturzentrum Deutscher Sinti und Roma, sowie Beiratsmitglied der Vereinigung Gegen Vergessen – Für Demokratie und im wissenschaftlichen Beirat des Forschungszentrum Internationale und Interdisziplinäre Theologie. Bis 2008 war er Mitglied im Zentralkomitee der deutschen Katholiken. Außerdem ist er Präsident des Deutsch-Französischen Instituts in Ludwigsburg, Mitglied im Konvent für Deutschland und zwischen 2011 und 2016 Mitglied des Hochschulrates der Internationalen Hochschule Liebenzell. Von 2008 bis 2012 war Teufel Mitglied des Deutschen Ethikrates.
Teufels 2013 veröffentlichtes Buch Ehe alles zu spät ist. Kirchliche Verzagtheit und christliche Sprengkraft schrieb er in nur 20 Tagen. 2014 veröffentlichte Teufel gemeinsam mit Winfried Mack das Buch Aus der Krise lernen, Auf dem Weg zu einer weltoffenen und humanen Gesellschaft.

### Familie
Erwin Teufel ist verwitwet; seine Frau Edeltraud Teufel, geborene Schuchter (* 6. Januar 1939), mit der er ab 1962 verheiratet war, starb am 11. November 2020. Er hat vier Kinder und ist der Onkel des baden-württembergischen Landtagsabgeordneten Stefan Teufel. Sein Bruder Albert Teufel (1941–2025) war von 1972 bis 2004 Nachfolger von Erwin Teufel im Amt des Bürgermeisters von Spaichingen.

## Ehrungen

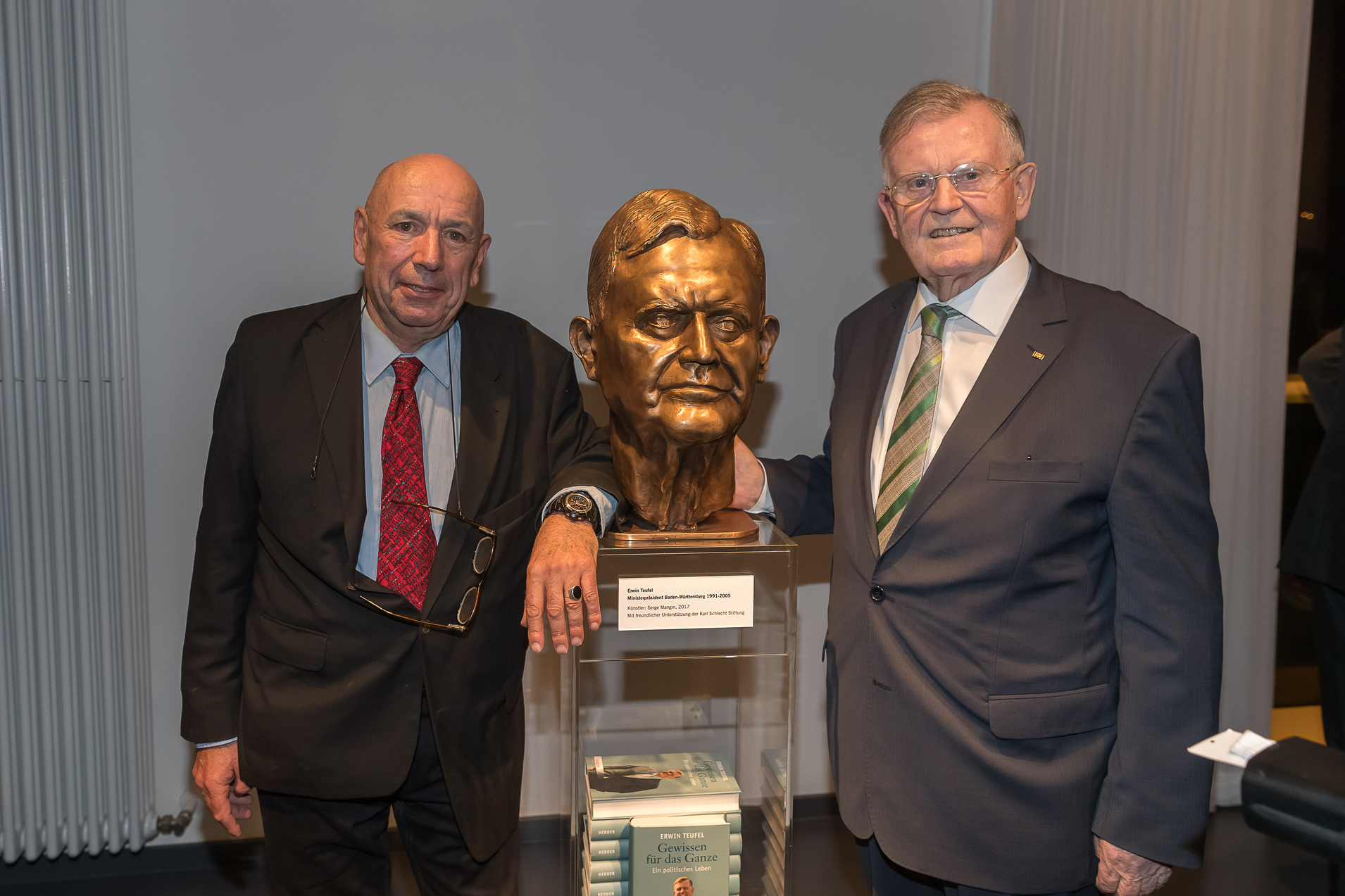
Mit Serge Mangin (2017)

Staatsorden
Verdienstorden der Bundesrepublik Deutschland
Verdienstkreuz 1. Klasse (1980)
Großes Verdienstkreuz (1985) mit Stern (1994) und Schulterband (1999)
Großkreuz (2004)
Ehrenzeichen für Verdienste um die Republik Österreich (1997)
Kommandeur der Ehrenlegion (1998)
Orden des Marienland-Kreuzes II. Klasse (2000)
Ix-Xirka Ġieħ ir-Repubblika (2001)
Landesehrungen
Großer Montfortorden (2005)
Sächsischer Verdienstorden (23. Februar 2006)
Verdienstmedaille des Landes Baden-Württemberg (26. April 2008)
Ehrenprofessur des Landes Baden-Württemberg, durch Ministerpräsident Winfried Kretschmann (2015)
Ehrensenator
Albert-Ludwigs-Universität Freiburg
Hochschule Kehl
Hochschule Furtwangen
Hochschule für Polizei Baden-Württemberg
Duale Hochschule Baden-Württemberg Villingen-Schwenningen
Jiaotong-Universität Shanghai
Europäische Akademie der Wissenschaften und Künste
Eberhard Karls Universität Tübingen (11. Mai 2005)
Ehrendoktor
University of Massachusetts Amherst
Landwirtschaftliche und Veterinärmedizinische Universität des Banat
Universität Oradea
D. theol. h. c. der Katholisch-Theologischen Fakultät der Universität Tübingen (15. Juni 2007)
Ehrenbürger
Stadt Spaichingen (2003)
Stadt Villingen-Schwenningen (2005)
Gemeinde Zimmern o.R. (2005)
Sonstige
Ehrenmitglied der AV Cheruskia Tübingen im Cartellverband der katholischen deutschen Studentenverbindungen
Dinosaurier des Jahres (1999)
Kaiser-Maximilian-Preis (2002)
Ehrenplakette des Bundes der Vertriebenen (2003)
Lambert-Schill-Medaille des Badischen Landwirtschaftlichen Hauptverbandes (14. März 2005)
Teddy-Kollek-Preis der Jerusalem Foundation (5. Juni 2005), siehe Teddy Kollek#Ehrungen
Robert-Schuman-Medaille (2005)
Im Juli 2008 wurde die Spaichinger Berufsschule nach Erwin Teufel benannt.
Eugen-Bolz-Preis in Rottenburg am Neckar (21. September 2008)

## Schriften (Auswahl)
- als Hrsg.: Große Stuttgarter. Gestalten aus fünf Jahrhunderten. DVA, Stuttgart 1996, ISBN 3-421-05054-6.
- Maß & Mitte – Mut zu einfachen Wahrheiten. Johannis-Verlag, Lahr 2006, ISBN 3-501-05181-6.
- Ehe alles zu spät ist: Kirchliche Verzagtheit und christliche Sprengkraft. Herder Verlag, Freiburg u. a. 2013, ISBN 978-3-451-30907-6.